# ردستون آرسنال (آلاباما)
ردستون آرسنال (به انگلیسی: Redstone Arsenal) شهرکی در شهرستان مدیسون ایالت آلاباما است که مساحت آن ۲۰٫۱۳ کیلومترمربع است و در سرشماری سال ۲۰۱۰ میلادی، ۱٬۹۴۶ نفر جمعیت داشته و تراکم جمعیتی آن، ۹۶٫۶۷ در کیلومترمربع بوده است. ستاد فرماندهی تجهیزات نیروی زمینی ایالات متحده آمریکا و فرماندهی دفاع موشکی و فضایی نیروی زمینی ایالات متحده آمریکا در این شهرک قرار دارد.